# Carl Verbraeken
Carl Verbraeken est un compositeur belge né le 18 septembre 1950 à Anvers.

## Biographie
Carl Verbraeken a obtenu des premiers prix de contrepoint, de fugue, et de composition au Conservatoire de Bruxelles. Verbraeken a enseigné au Conservatoire royal de Bruxelles de 1978 à 1989. Depuis 2011, il est président de l'Union des compositeurs belges.

## Œuvres
Il a écrit quelque 700 pièces pour piano, musique de chambre et orchestre symphonique.